# Гелен Зілле
Отта Гелен Марі (уроджена Зілле; нар. 9 березня 1951), відома як Гелен Зілле, — південноафриканська політикиня. З 20 жовтня 2019 року обіймала посаду голови Федеральної ради Демократичного альянсу. Протягом двох термінів (2009—2019) була прем'єр-міністеркою і членом парламенту Західнокапської провінції. Обіймала посаду федеральної лідерки Демократичного альянсу (2007—2015) і була пані-мером Кейптауна (2006—2009).
Зілле є колишньою журналісткою й активісткою з боротьби проти апартеїду. На посаді журналістки в Rand Daily Mail наприкінці 1970-х років була однією з тих, хто викрив приховування смерті лідера «Чорної свідомості» Стіва Біко. Вона також працювала з Black Sash та іншими продемократичними групами протягом 1980-х років.
У липні 2007 року Національний прес-клуб обрав її провідною журналісткою 2006 року. А у 2008 році Зілле була обрана найкращим мером року у світі.

## Раннє життя й кар'єра

### Родина, початкова й вища освіта
Гелен Зілле народилася в Гіллброу, Йоганнесбург, як старша дитина батьків, які окремо виїхали з Німеччини в 1930-х роках, щоб уникнути нацистських переслідувань через те, що дідусь по материнській лінії та бабуся по батьківській лінії були євреями.
Вважалося, що Гелен була внучатою племінницею берлінського художника Генріха Зілле. Раніше вона давала відповідні натяки сама, але відмовилася від них у своїй автобіографії, опублікованій у 2016 році. Берлінська генеалогиня Мартіна Роде документувала раніше, що в рукописних нотатках дядька Гелен Зілле — Генріха — була плутанина між людьми з однаковими іменами, але з різними місцями та датами народження.
Мати Гелен була волонтеркою у Консультаційному офісі південноафриканської правозахисної організації Black Sash. Поки її родина жила в Рівонії, Зілле здобула освіту в Йоганнесбурзькій школі Святої Марії у Вейверлі, одному з приватних навчальних закладів міста.
Вищу освіту — ступінь бакалавра мистецтв — здобула в Вітватерсрандському університеті.
Приблизно в 1969 році вона приєдналася до Young Progressives, ліберального молодіжного руху та Прогресивної партії, яка виступала проти апартеїду.

### Політична журналістика
Зілле розпочала свою кар'єру як політичної корреспондентки в газеті Rand Daily Mail у 1974 році. У вересні 1977 року міністр юстиції та поліції ПАР Дж. Т. Крюгер оголосив, що активіст проти апартеїду Стів Біко помер у в'язниці в результаті тривалого голодування. Зілле та редакторка Аллістер Спаркс були впевнені, що історія Крюгера була прикриттям. Пізніше Гелен отримала конкретні докази цього після того, як знайшла й опитала лікарів, залучених у цю справу.
Після публікації статті під заголовком «Жодних ознак голодування — лікарі Біко» міністр Крюгер негайно пригрозив заборонити газету, а самій Гелен погрожували вбивством. Пізніше Зілле та Спаркс були визнані винними в «тенденційному висвітленні», і газета була змушена опублікувати виправлення статті. Адвокат у цій справі — Сідні Кентрідж — згодом допоміг підтвердити точність свідчення Зілле, коли представляв сім'ю Біко під час розслідування його смерті. Це розслідування встановило, що смерть Біко стала результатом серйозної травми голови, але не виявило жодної винної особи.
Зілле звільлася з Rand Daily Mail разом із Аллістером Спарксом після того, як Anglo American, власник газети, вимагав, щоб Спаркс зменшила риторику газети щодо рівних прав.

### Рух проти апартеїду
Зілле брала активну участь у русі Black Sash протягом 1980-х років. Вона працювала в регіональних і національних керівних органах організації, а також була віцеголовою антипризовної кампанії Західнокапської провінції. За цей час вона була заарештована за порушення Закону про групові території, який розподіляв расові групи на різні житлові та ділові секції в міських районах у системі міського апартеїду, та перебування в «груповій зоні» без дозволу й отримала умовний термін. Пізніше Зілле та її чоловік запропонували свій дім як притулок для політичних активістів за надзвичайного стану 1986 року, і вона була змушена тимчасово переховуватися зі своїм дворічним сином.
Зілле також брала активну участь у проєкті South Africa Beyond Apartheid Project і Кейптаунському комітеті миру. Пізніше вона зібрала докази для комісії Голдстоуна, яка розслідувала спроби дестабілізувати Західнокапську провінцію перед виборами 1994 року.

## Робота з освітньою політикою
У 1989 році Зілле заснувала консалтингову компанію з питань державної політики, а в 1993 році їй запропонували посаду директорки з розвитку та зв'язків з громадськістю в Кейптаунському університеті. Протягом цього часу Зілле також очолювала керівний орган початкової школи Гроув, а в 1996 році успішно кинула виклик урядовій політиці, що обмежувала повноваження керівних органів щодо призначення персоналу.
Потім Зілле запросила Демократична партія (нині Демократичний альянс, ДА) написати проєкт політики щодо освіти в Західнокапській провінції. У 1999 році вона стала членом законодавчого органу провінції та була призначена членом Виконавчої ради з питань освіти.
У 2004 році Зілле стала членом парламенту від ДА. В Альянсі вона піднялася до рівня заступниці федерального голови та працювала національною речницею партії та речницею з питань освіти.

## Мерство

### Муніципальні вибори 2006 року
На муніципальних виборах 2006 року ДА став найбільшою партією в Кейптауні, набравши 42,0 % голосів та випередивши Африканський національний конгрес (АНК). Унаслідок такої підтримки виборців та підтримки ДА від кількох менших партій 15 березня 2006 року Зілле була обрана мером Кейптауна 106 голосами проти 103 в опонента.

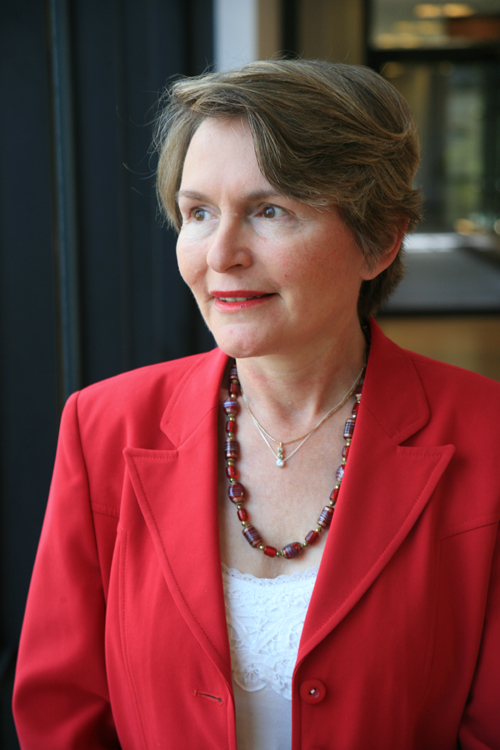
Гелен Зілле у 2007 році.

Зілле зіткнулася зі значною опозицією та конфронтацією з боку АНК. У вересні 2006 року провінційний міський виборчий комітет АНК на чолі з Річардом Дянті оголосив, що планує замінити міську систему мерів виконавчим комітетом. Це призвело б до зменшення повноважень мера, і правляча партія сама не змогла б призначити десять місць у комітеті, які натомість розподілялися б на основі пропорційного представництва. Дянті та Зілле погодилися зберегти поточну систему мерів, якщо АНК отримає два додаткових підкомітети в районах міста, які вже контролює. Таким чином питання було розв'язано.

### Порушені проблеми й питання
Зобов'язання Зілле як мера охоплювала роль підготовки Кейптауна як призначеного міста-господаря до Чемпіонату світу 2010 року та будівництво й фінансування Кейптаунського стадіону, який прийняв 8 футбольних матчів Чемпіонату світу ФІФА у 2010 році.

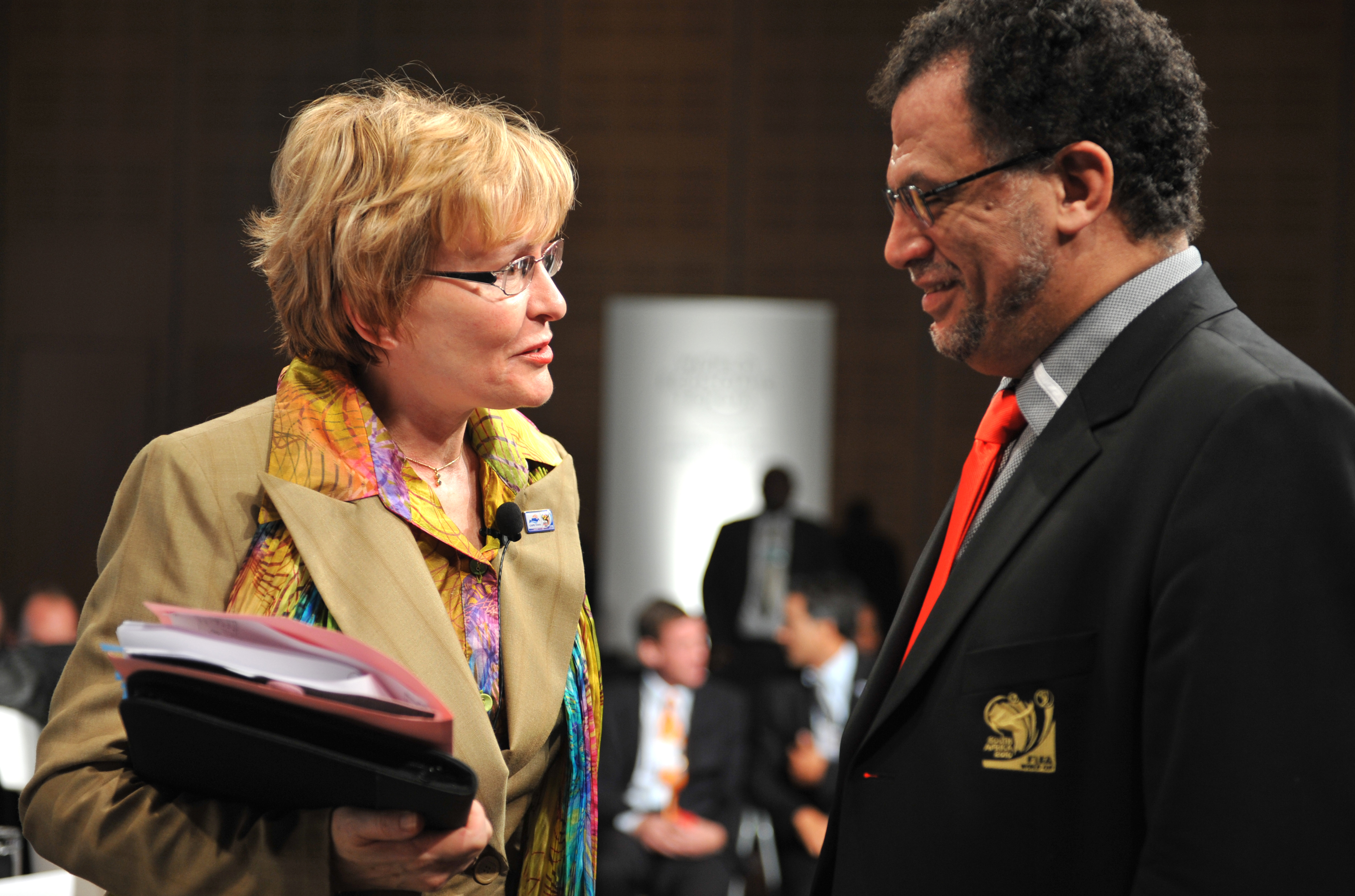
Даніель Джордан, головний виконавчий директор організаційного комітету Чемпіонату світу з футболу 2010 та Гелен Зілле на конференції «Створення спадщини для Південної Африки», що відбулася під час Всесвітнього економічного форуму в Африці (2009, Кейптаун).

Особливу стурбованість Гелен Зілле викликала проблема зловживання наркотиками в Кейптауні, особливо зловживання кристалічним метамфетаміном. Гелен закликала сприяти створенню центрів реабілітації наркозалежних та подальшому фінансуванню з боку уряду для боротьби зі зловживанням наркотиками та зустрілася з місцевими громадами, щоб обговорити це питання.
Зілле заперечував проти планів включити метрополіцію до ширшої поліцейської служби, стверджуючи, що такий крок позбавить місцеві органи влади значних повноважень і надасть більше контролю в руки тодішнього комісара Національної поліції Джекі Селебі, який пізніше був засуджений за корупцію.

### Досягнення
Хоча завдання з надання житла покладено на провінційний, а не на місцевий уряд, Зілле стверджувала, що зусилля її муніципалітету щодо реформування списків з потреб житла та вдосконалення процесів перевірки також дозволили збільшити надання квартир з 3000 одиниць на рік відповідно до правил АНК до 7000 одиниць на рік між 2006 і 2008 роками під її адміністрацією як пані-мера.
У статті під назвою «АНК виступає за бідність, а не за бідних», опублікованій незадовго до загальних виборів 2009 року, Зілле зазначила, що не існувало бюджетних асигнувань на модернізацію неформальних поселень під адмініструванням АНК, тоді як у 2007 році її адміністрація встановила спеціальний бюджет на забезпечення водою, електроенергією та каналізацією.

## Як лідерка Демократичного альянсу

### Вибори
15 березня 2007 року Зілле оголосила себе кандидаткою на місце колишнього лідера ДА Тоні Леона. Гелен із самого початку була фавориткою, її підтримували Західний Кейп, Гаутенг, Квазулу-Наталь, Мпумаланга, Північний Кейп, Фрі-Стейт і навіть Східний Кейп (протягом більшої частини часу ця провінція вважалася опорою її головного суперника Атола Тролліпа). 6 травня 2007 року Зілле була обрана новою головою ДА значною більшістю. Вона вказала, що очолюватиме партію поза парламентом для паралельного продовженням займання посади мера Кейптауна.

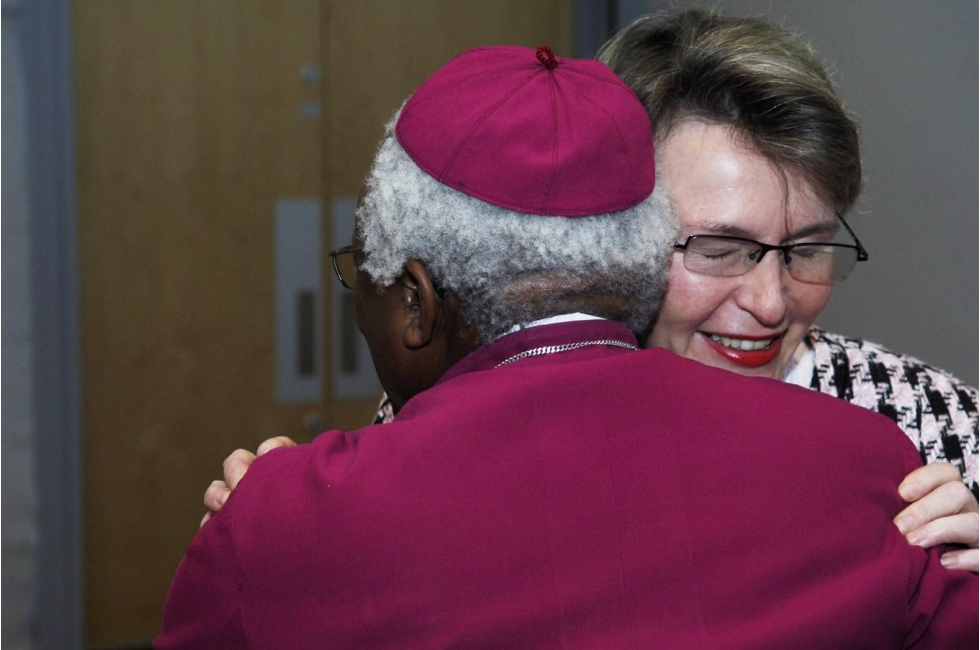
Гелен Зілле зустрічається з почесним архієпископом Кейптауна Десмондом Туту, 2010 рік.

### Порушені проблеми й питання
Коли Гелен Зілле стала лідером DA, вона кинула виклик уряду партії більшості з кількох питань.

#### Злочинність
Особливе занепокоєння Зілле викликала реакція уряду на тривожну статистику злочинності, оприлюднену в липні 2007 року. Гелен звинуватила національний уряд у винагородженні злочинців шляхом розміщення осіб, засуджених за тяжкі злочини, на перше місце у своїх національних парламентських списках. Вона сказала, що прокуратура відновить підрозділи захисту дітей, південноафриканське бюро з боротьби з наркотиками та підрозділ Scorpions, усі з яких до цього були розпущені АНК.
У серпні 2008 року Зілле оголосила про пропозиції зі збільшення чисельності поліції до 250 000, найняття додаткових 30 000 детективів, покращення програми затримання, використання інформаційних технологій, а також про радикальну зміну системи правосуддя. Вона також зазначила, що новий всеосяжний план партії проти злочинів міститиме положення про Фонд жертв злочинів.

#### Здоров'я
Зілле виступила проти суперечливого законопроєкту про внесення змін до національного законодавства про охорону здоров'я, який дозволяв ширше втручання держави в приватну охорону здоров'я. Зілле попередила, що держава зруйнує систему, й окреслила ймовірність того, що законопроєкт може вигнати тисячі кваліфікованих медичних працівників. Разом зі своєю політичною партією вона запропонувала альтернативний план охорони здоров'я щодо приватизації державної частки. Закон про внесення змін до Національного закону про охорону здоров'я набув чинності у 2013 році та передбачав створення нового Управління з дотримання стандартів охорони здоров'я.

#### Судова незалежність

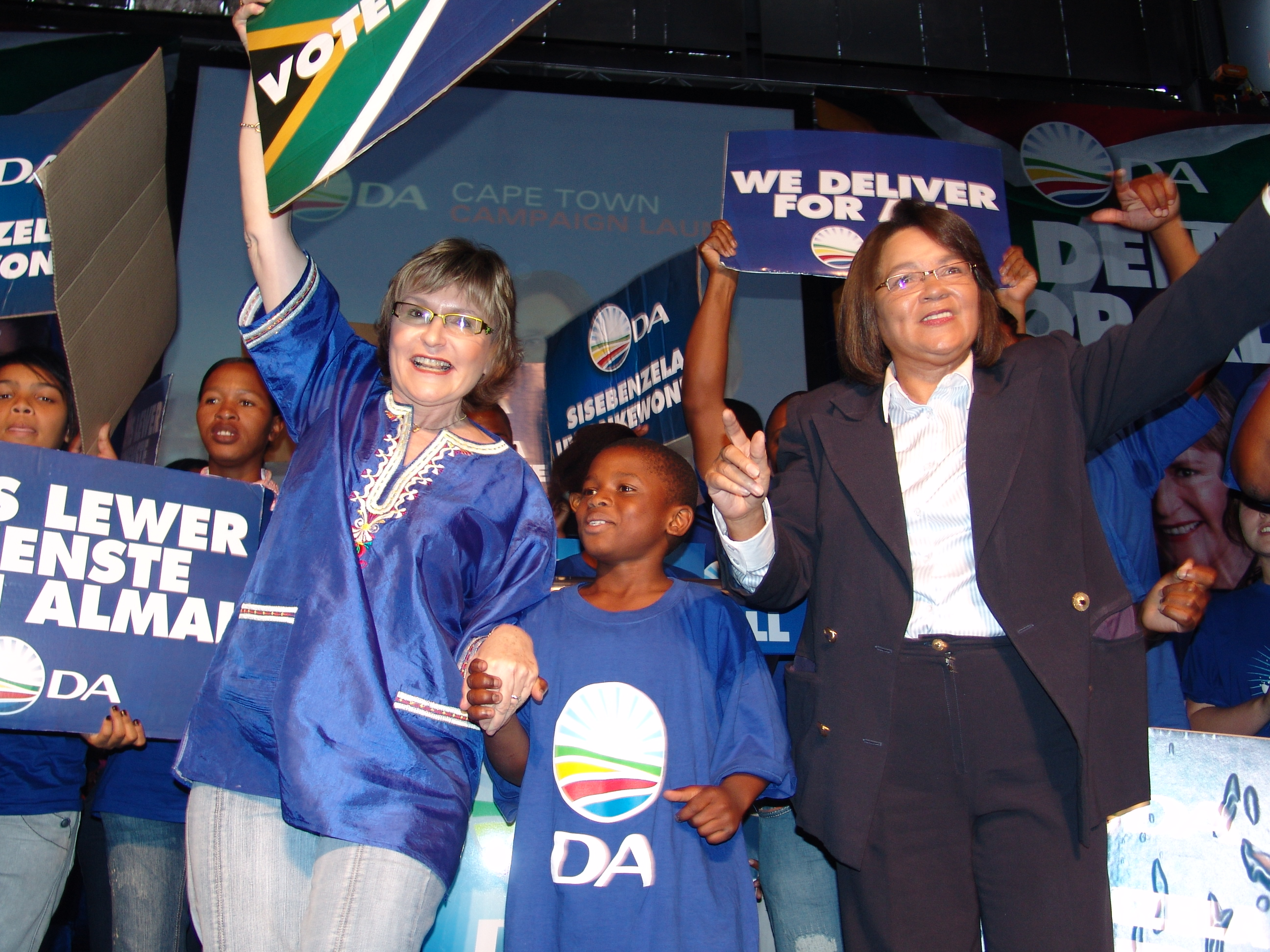
Запуск кампанії Демократичного Альянсу в Кейптауні, квітень 2011 року.

Як керівник ДА, Зілле також часто ставила під сумнів незалежність судової влади в ПАР, у світлі передбачуваної поведінки президента Кейпського судді Джона Хлофа, який намагався вплинути на суддів Конституційного суду, щоб вони винесли рішення на користь президента АНК Джейкоба Зуми. Вона також посилалася на расизм, спрямований щодо тих, хто працює в судовій системі, і критикувала подвійні стандарти, які існують у судовій гілці.

#### Політичні дебати
У червні 2008 року вона викликала президента АНК і кандидата в президенти 2009 року Джейкоба Зуму на публічне обговорення десяти ключових питань, таких як угода про зброю, розпуск Scorpions, ситуація в Зімбабве, ВІЛ/СНІД і трудове законодавство. Зума відмовився від дебатів.

#### Кампанія проти зловживання наркотиками й алкоголем
Вісім членів групи під назвою Народний комітет боротьби з наркотиками та алкоголем (PADLAC) були заарештовані у вересні 2007 року біля поліцейської дільниці Мітчеллз-Плейн. Потім було заарештовано й Зілле, коли вона відвідала поліцейську дільницю для розслідування. Група PADLAC поширювала брошури в рамках кампанії проти зловживання алкоголем і наркотиками в Кейптауні. Поліція стверджувала, що вона підтримувала групи пильності, які виступають проти зловживання наркотиками. Пізніше того тижня Зілле постала перед магістратським судом Мітчелла за порушення Закону про регулювання зібрань. Очікувалося, що Зілле подасть до суду на міністра поліції за неправомірний арешт. Пізніше Зілле ненадовго постала перед магістратським судом Мітчелла разом із заарештованою групою PADLAC.
30 вересня 2007 року було повідомлено, що високопоставлені джерела в розвідці, які, очевидно, були незадоволені планами АНК підірвати державні інституції для виконання тендерів, передали Зілле інформацію про те, що оперативники зі зброєю проникають у PADLAC з кінцевою метою знищити лідера опозиції. У жовтні 2007 року Гелен Зілле була виправдана за всіма звинуваченнями, висунутими до магістратського суду Мітчелла на тій підставі, що справа обвинувачення проти неї та дев'яти інших підсудних не мала шансів на успіх. Гелен повторила свій намір подати до суду на відділення Південноафриканської поліції (SAPS) у Західнокапській провінції за незаконний арешт.
У березні 2008 року провела кампанію проти наркотиків у Йоганнесбурзі, очоливши марш протесту. Учасники маршу були одягнені у футболки DA з написом «Ні наркотикам» і «Врятуйте наших дітей».
Останні статистичні дані показують, що Західний Кейп відповідальний за 34 % злочинів, пов'язаних з наркотиками, у ПАР.

### ООН
У квітні 2008 року Зілле було запропоновано виступити перед ООН у Нью-Йорку з питань народонаселення та розвитку з метою поширення свого досвіду як мерп Кейптауна. Зілле була прихильницею Кампанії за створення Парламентської асамблеї ООН, що виступатиме за демократичне реформування ООН; вона вважає, що це необхідно, оскільки «забезпечить громадянам кожної країни відчуття більшого зв'язку з ООН та її програмами».

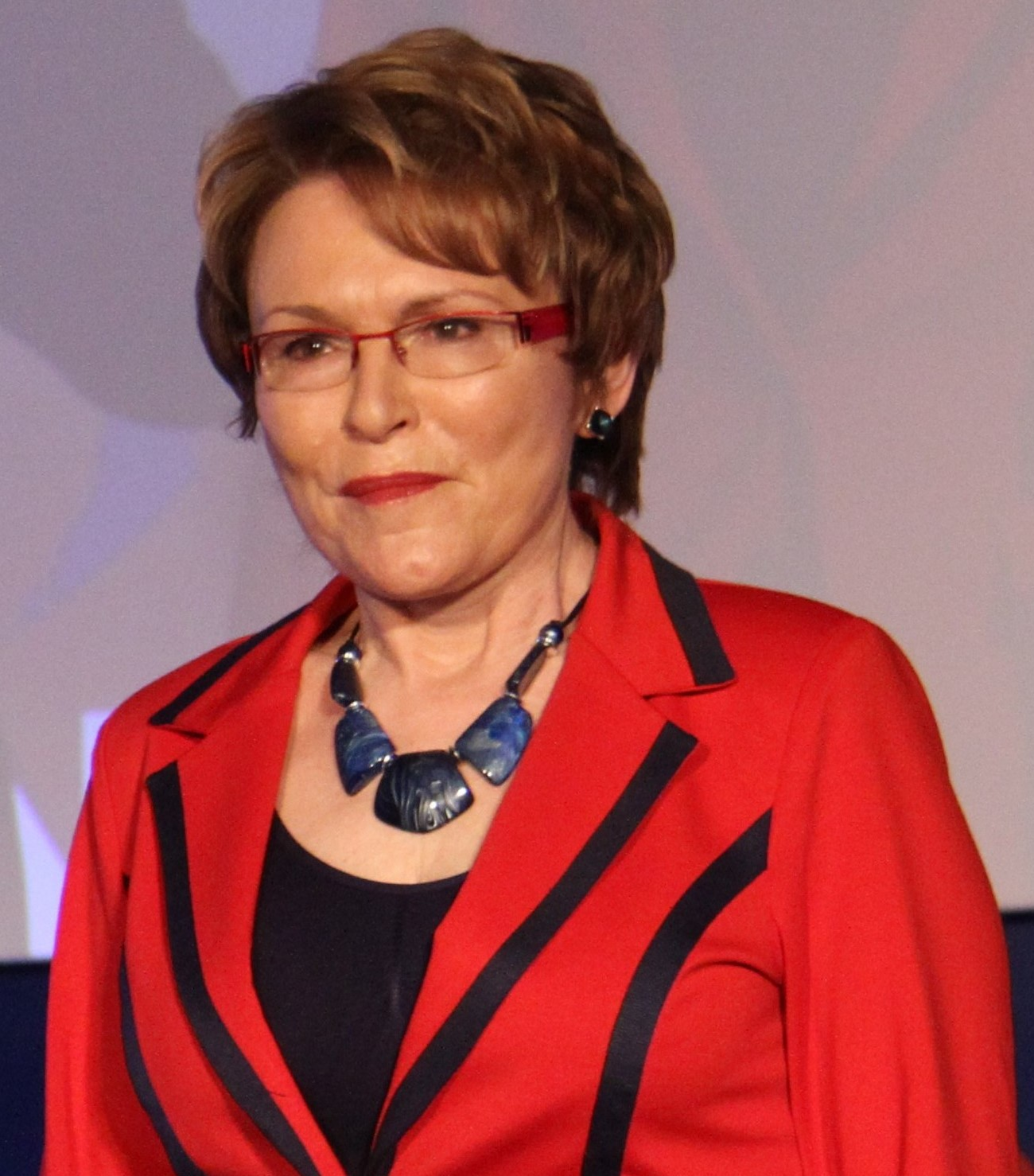
Зілле на зустічі Демократичного Альянсу, 2011.

### Нагорода мера світу
У жовтні 2008 року Зілле була номінована однією з 820 мерів світу премії World Mayor Award 2008 та стала її переможницею.
Була суперечка, коли правляча партія АНК використала свою більшість у Національній асамблеї ПАР, щоб заблокувати (без попередження) пропозицію прокуратури про визнання досягнень Зілле в отриманні цієї нагороди.

### Відставка з поста лідера партії
У квітні 2015 року Зілле оголосила, що не балотуватиметься на переобрання лідером партії.

## Прем'єрка Західнокапської провінції

### Вибори 2009 року

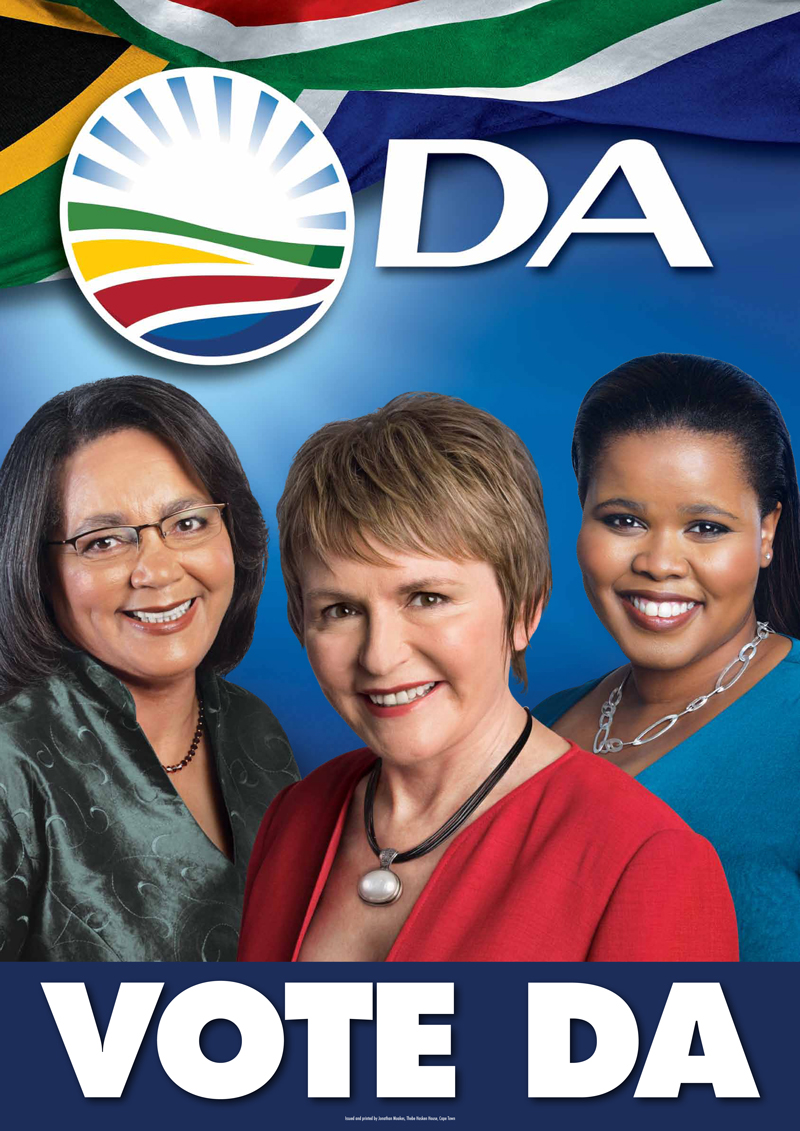
Постер Демократичного Альянсу для муніципальних виборів 2011 року в ПАР. Зліва на право: Патрісія де Лілль, Гелен Зілле та Ліндіве Мазібуко.

Загальні вибори 2009 року дали Зілле її перше велике виборче змагання як лідерки ДА. Її обрали кандидаткою у прем'єр-міністри ЗахідноїКапської провінції, і її партія зуміла набрати 51,46 % голосів. Зілла була призначена прем'єр-міністеркою, а на посаді мера її змінив Дан Плато.

### Скандал з Джейкобом Зумою
У травні 2009 року, невдовзі після обрання прем'єр-міністеркою, Зілле написала листа до газети Cape Argus. У відповідь на критику з боку гендерних лобістських груп і АНК щодо її провінційного кабінету, який складався винятково з чоловіків, Зілле заявила в листі, що АНК ніколи не очолювала жінка, і що його лідери подають поганий приклад у гендерних питаннях. Вона процитувала «глибоко сексистські погляди» президента ПАР Джейкоба Зуми, звинуватила його в тому, що він «бабій» і засудила за те, що він піддав «усіх своїх дружин ризику зараження ВІЛ» після незахищенного сексу з ВІЛ-позитивною жінкою. Зума, який є багатоженцем, визнав у суді звинувачення щодо зґвалтування, адже знав, що жінка, з якою він мав секс, була ВІЛ-позитивною.
Засудження Гелен Зілле поведінки Зуми потім було використано Sowetan як основу статті на першій сторінці під назвою «Зума ризик СНІДу». Газета заявила, що Зілле «здійснила надзвичайну нову атаку» на Зуму. Це спричинило хвилю нападок на Гелен як з боку АНК, так і низки її партнерів з Альянсу. Молодіжна ліга АНК стверджувала, що вона була расисткою, і що кабінет Зілле складався винятково з «хлопців і наложників, щоб вона могла продовжувати спати з ними». Позов, поданий без обґрунтування, викликав гнів прокурора, який проконсультувався зі своїми адвокатами щодо можливого позову про наклеп. Асоціація військових ветеранів Umkhonto we Sizwe повторила сексуальні претензії Молодіжної ліги та попередила, що запустить «політичну програму, спрямовану на те, щоб зробити Західнокапську провінцію некерованою». АНК також критикували Зілле, але дистанціювався від зауважень своєї Молодіжної ліги, заявивши, що вони були «глибоко збентеженими». У відповідь Зілле зазначила, що вся ця суперечка є прикладом викривленого підходу ПАР до гендерних питань.

### Земельний спір
У травні 2009 року Зілле звинуватила АНК у розкраданні активів. Звинувачення стосувалася передачі 1000 гектарів провінційної землі в Західнокапській провінції національному органу. Передача була підписана колишнтою прем'єр-міністеркою Лінн Браун 21 квітня 2009 року, за день до національних виборів. Зілле стверджувала, що угода була укладена «таємно, недобросовісно та з прихованим мотивом». АНК відповів, що угода про землю публічно розглядалася в парламенті кілька разів протягом багатьох років і в ній не було нічого зловісного. Пізніше Зілле сказала, що вимагатиме перегляду та скасування угоди та подасть скаргу в нараду з питань міжурядових відносин, але питання було розв'язано в січні 2010 року, коли міністр населених пунктів АНК Токіо Сексвале погодився повернути землю провінції до того, як справа може бути передана до суду.

### Вибори 2014 року та переобрання

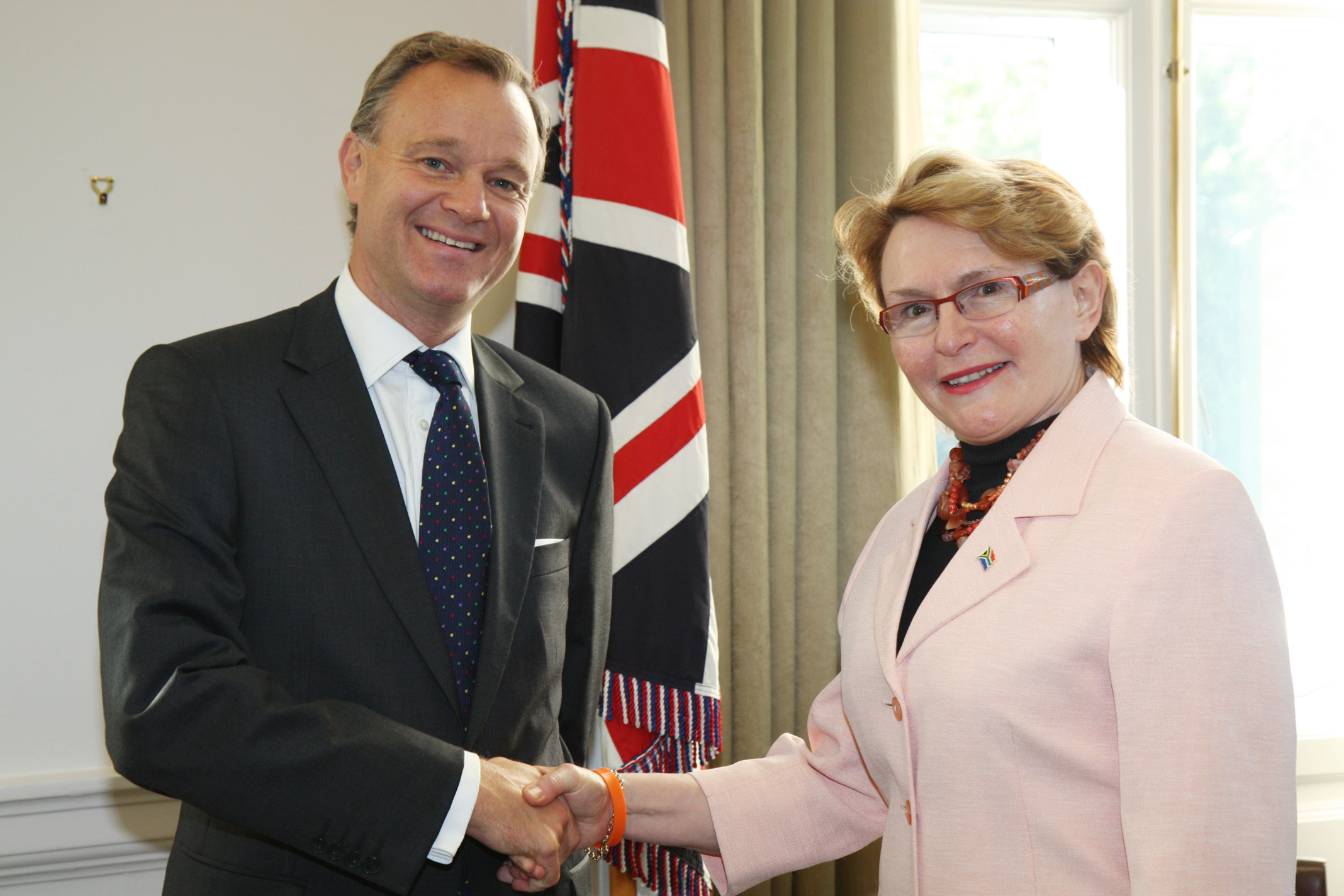
Зустріч Міністра закордонних справ Марка Сіммондса з Гелен Зілле, прем'єр-міністеркою Західнокапської провінції, в Лондоні, 4 жовтня 2012 р.

Після загальних виборів 2014 року ДА набрав 59,38 % голосів і 26 місць у законодавчому органі Західнокапської провінції, що стало на 3,25 % більше порівняно з попередніми виборами. Під керівництвом Зілле партія також отримала 89 місць у Національній раді й 22,23 % національних голосів. Зілле була обрана на другий термін прем'єр-міністерки 26 травня — вона здобула 27 голосів, а Маріус Франсман, її суперник з АНК, 15.

### Наступництво
У вересні 2018 року Демократичний альянс оголосив, що він обрав Алана Вінде кандидатом від партії в прем'єр-міністри Західноапської Республіки на загальних виборах у ПАР 2019 року. Іншими кандидатами, висунутими на цю посаду, були Фазлудієн Абрагамс, Бонгінкосі Мадікізела, Девід Майньє, Келлі Балої, Якобус Макфарлейн і Майкл Мак. Відповідно до Конституції Зілле було заборонено балотуватися на третій термін, оскільки в ПАР заборонено обіймати посаду прем'єр-міністра більше двох термінів поспіль. Після загальних виборів у травні 2019 року ДА зберіг свою більшість у парламенті провінції, а Зілле залишила посаду 22 травня.

## Подальша кар'єра

### Інститут расових відносин
Після залишення державної посади, у липні 2019 року стало відомо, що Зілле приєдналася до Південноафриканського інституту расових відносин (SAIRR) на посаду старшого політичного аналітика. У SAIRR зазначили: «Об'єднання зусиль між пані Зілле та інституту об'єднує два найгучніші реформістські голоси в країні».

### Tea with Helen
У серпні 2019 року Гелен Зілле створила власний подкаст Tea with Helen з наміром поспілкуватися з людьми, які не згодні з її політичними поглядами. Подкаст транслюється на YouTube, iTunes і Spotify. Першим гостем шоу став колишній головний редактор Business Day Пітер Брюс. Участь у подкасті брали також журналістка Феріал Хаффаджі, письменник і автор-документаліст Макс дю Прі та директор Школи сходознавства і африканістики Лондонського університету Адам Хабіба. Зілле намагалася зв'язатися з лідером країньої лівої організації Economic Freedom Fighters Джуліусом Малемою, але він відхилив запрошення.

### Голова Федеральної ради

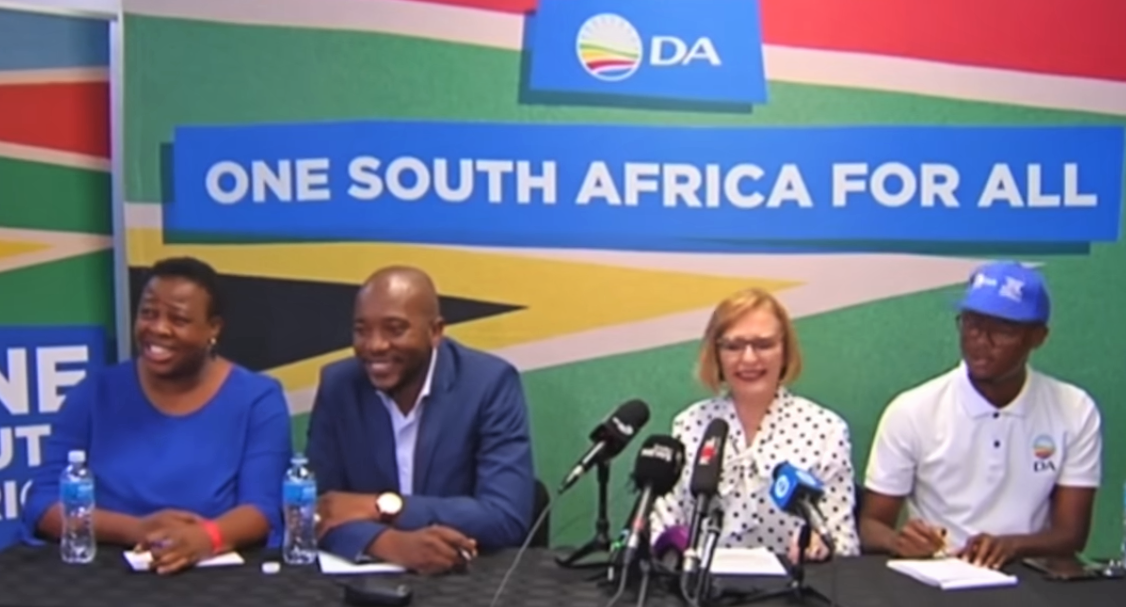
Гелен Зілле та інші лідери Демократичного Альянсу на прес-конференції, на якій було оголошено, що Зілле є новою головою Федеральної ради партії.

4 жовтня 2019 року Зілле оголосила про свою кандидатуру на посаду голови Федеральної ради ДА, оскільки чинний президент Джеймс Селф пішов у відставку. Зілле зробила таку заяву після того, як назвала партію такою, що «переживає скруту та політичні потрясіння». Посада голови Федеральної ради ДА подібна до ролі генерального секретаря керівної структури будь-якої політичної партії. Вибори відбулися пізніше того ж місяця, і Зілле перемогла на них.

## Суперечки